# Котово (Сушиловское сельское поселение)
Котово — деревня в Боровичском муниципальном районе Новгородской области, относится к Сушиловскому сельскому поселению. По переписи населения 2010 года в деревне проживают — 5 человек.
Деревня расположена на левобережье Шегринки, в восточной части Мстинской впадины, делящей Валдайскую возвышенность на Валдайскую гряду на юге и Тихвинскую на севере, на высоте 73 м над уровнем моря, близ деревень Шегрино и Выставка.

## История
В списке населённых мест Новгородской губернии за 1911 год деревня Котово указана как относящаяся к Шегринской волости Боровичского уезда.
По постановлению ВЦИК от 3 апреля 1924 года Шегринская волость была присоединена к Боровичской волости. Население деревни по переписи населения 1926 года — 117 человек. До 31 июля 1927 года деревня в составе Боровичской волости Боровичского уезда Новгородской губернии РСФСР, а затем с 1 августа центр Котовского сельсовета новообразованного Боровичского района Боровичского округа Ленинградской области. 30 июля 1930 года Боровичский округ был упразднён. Население деревни в 1940 году — 93 человека. Указом Президиума Верховного Совета СССР от 5 июля 1944 года была образована Новгородская область и Боровичский район и сельсовет вошли в её состав.
Решением Новгородского облисполкома № 359 от 8 июня 1954 года Котовский сельсовет был упразднён, а деревня Котово вошла в состав Сушиловского сельсовета, с центром в Сушилово.
Во время неудавшейся всесоюзной реформы по делению на сельские и промышленные районы и парторганизации, в соответствии с решениями ноябрьского (1962 года) пленума ЦК КПСС «о перестройке партийного руководства народным хозяйством» с 10 декабря 1962 года сельсовет и деревня вошла в крупный Боровичский сельский район, а 1 февраля 1963 года административный Боровичский район был упразднён, но пленум ЦК КПСС, состоявшийся 16 ноября 1964 года восстановил прежний принцип партийного руководства народным хозяйством, после чего Указом Верховного Совета РСФСР от 12 января 1965 года сельские районы были преобразованы вновь в административные районы и решением Новгородского облисполкома от 12 января 1965 года и Сушиловский сельсовет и деревня вновь в Боровичском районе.
После прекращения деятельности Сушиловского сельского Совета в начале 1990-х стала действовать Администрация Сушиловского сельсовета (в 1996 году — Сушиловская сельская Администрация), которая была упразднена с 1 января 2006 года на основании постановления Администрации города Боровичи и Боровичского района от 18 октября 2005 года и Котово, по результатам муниципальной реформы входит в состав муниципального образования — Сушиловское сельское поселение Боровичского муниципального района (местное самоуправление), по административно-территориальному устройству подчинена администрации Сушиловского сельского поселения Боровичского района.